# Croton roborensis
Croton roborensis là một loài thực vật có hoa trong họ Đại kích. Loài này được Standl. mô tả khoa học đầu tiên năm 1940.